# Vigne de Louis Pasteur
Pour les articles homonymes, voir Pasteur.
Le clos de Rosières de Louis Pasteur est une vigne historique du vignoble du Jura, du village viticole de Montigny-lès-Arsures (aux portes d'Arbois) dans le Jura en Bourgogne-Franche-Comté, sur les route Pasteur et route touristique des vins du Jura. Elle est utilisée par le scientifique Louis Pasteur (1822-1895) et par ses successeurs pour des études scientifiques en microbiologie. 

## Historique
Cette parcelle a appartenu autrefois à l'abbaye Notre-Dame de Rosières de La Ferté.

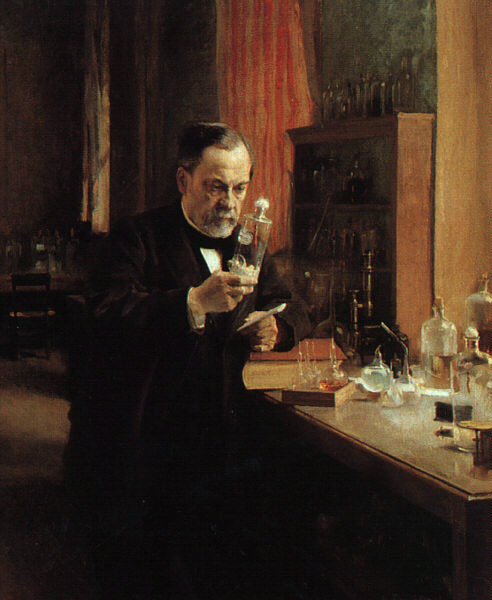
Louis Pasteur en 1885, par Albert Edelfelt, Musée d'Orsay
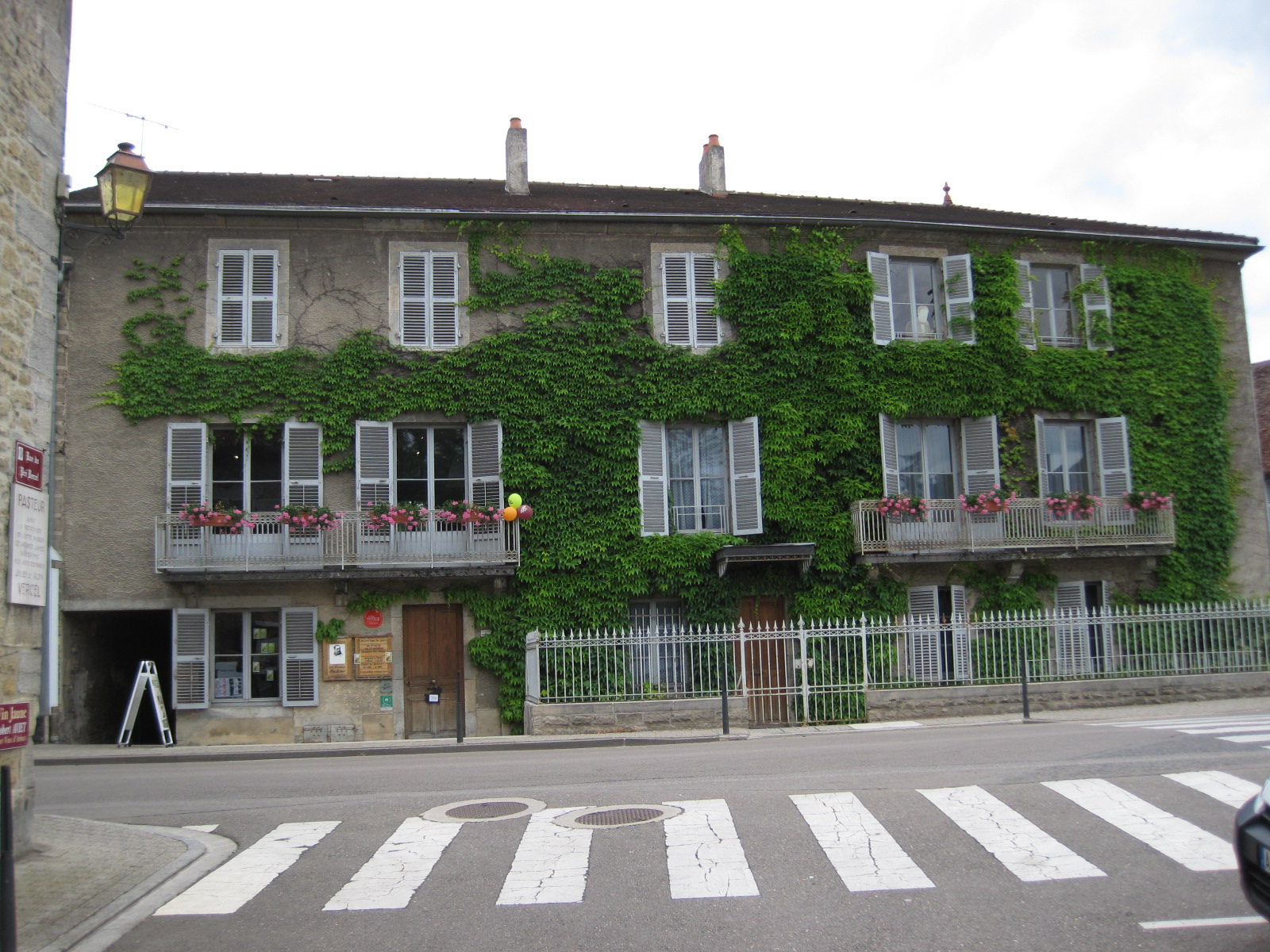
Maison et musée de Louis Pasteur à Arbois
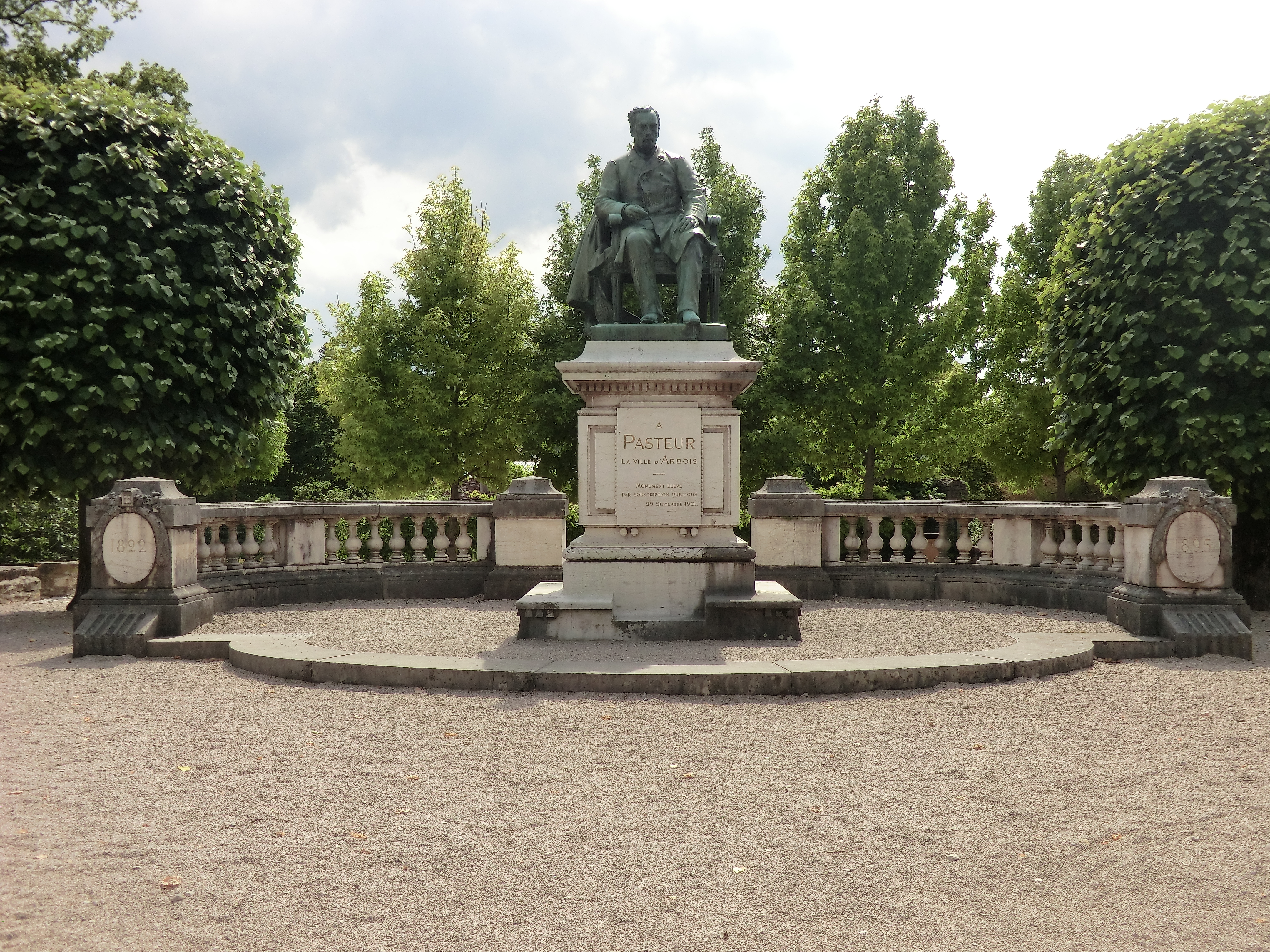
Statue de Pasteur (1822-1895) à Arbois
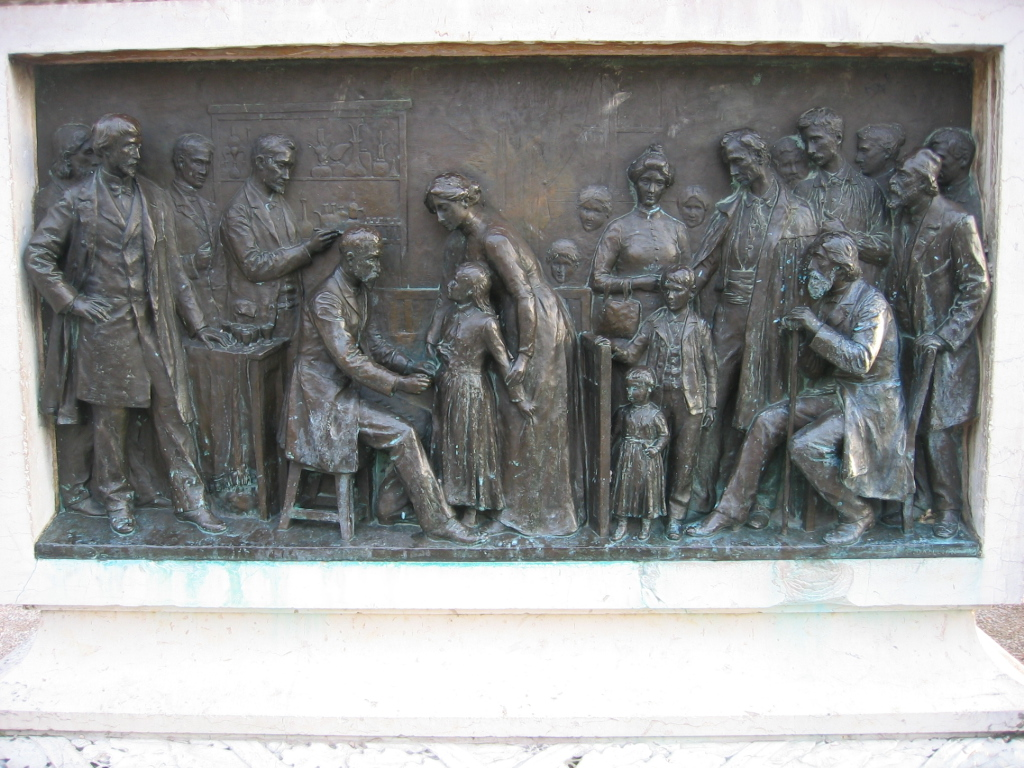
Séance de vaccination par Pasteur (détail bas-relief statue précédente)

En 1874, le scientifique Louis Pasteur (né dans la maison de Louis Pasteur à Dole en 1822, puis déménagé dans la maison de Louis Pasteur à Arbois en 1830, célèbre chercheur pionnier de la microbiologie, inventeur entre autres du vaccin contre la rage), achète cette vigne 800 francs à Montigny-lès-Arsures, le long de l'actuelle RN 83, à proximité de sa maison d'Arbois. Il l'agrandit en 1879, puis en 1892 pour une surface totale de 47,50 ares. 

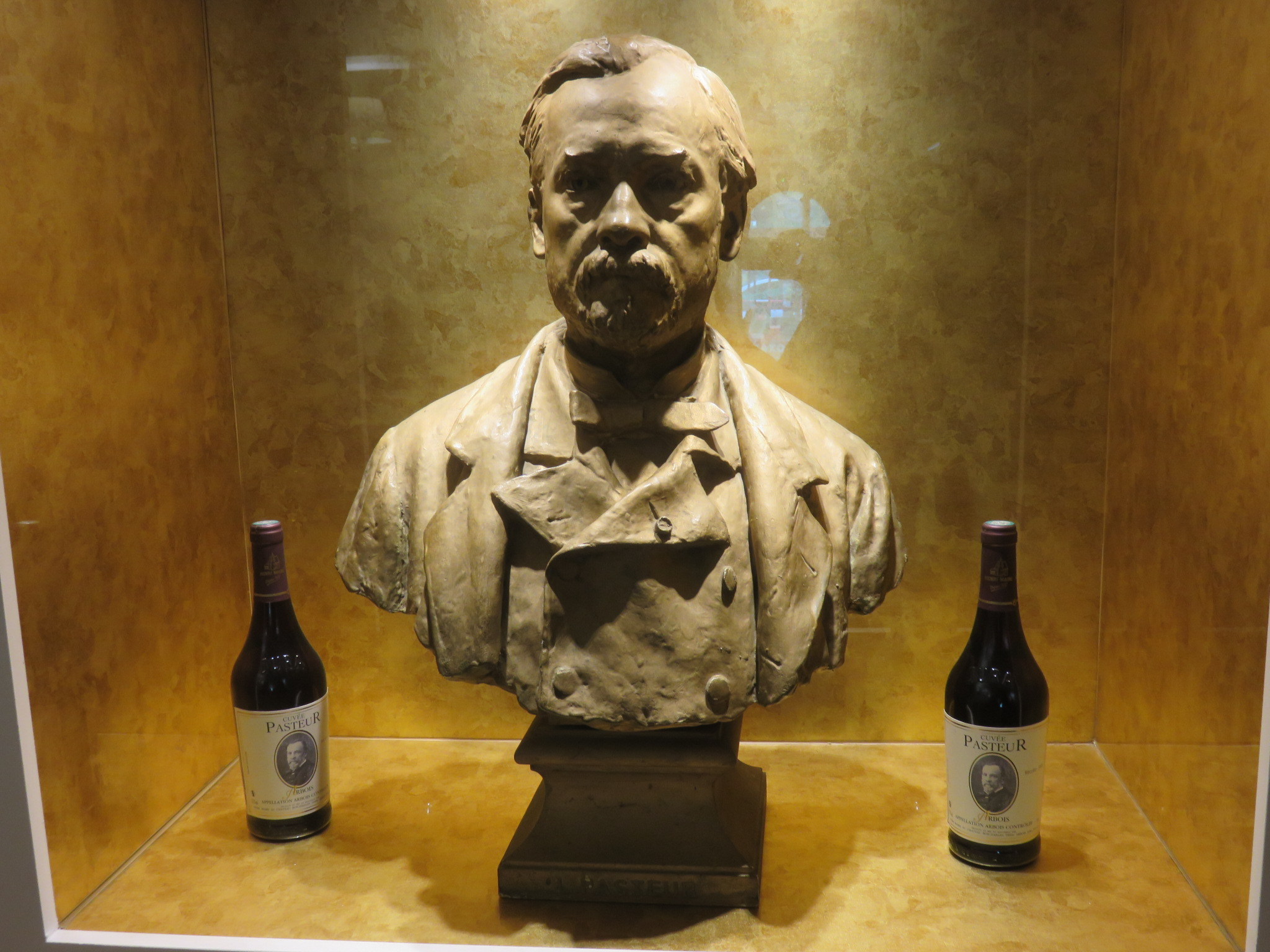
Buste et cuvée de la vigne de Pasteur
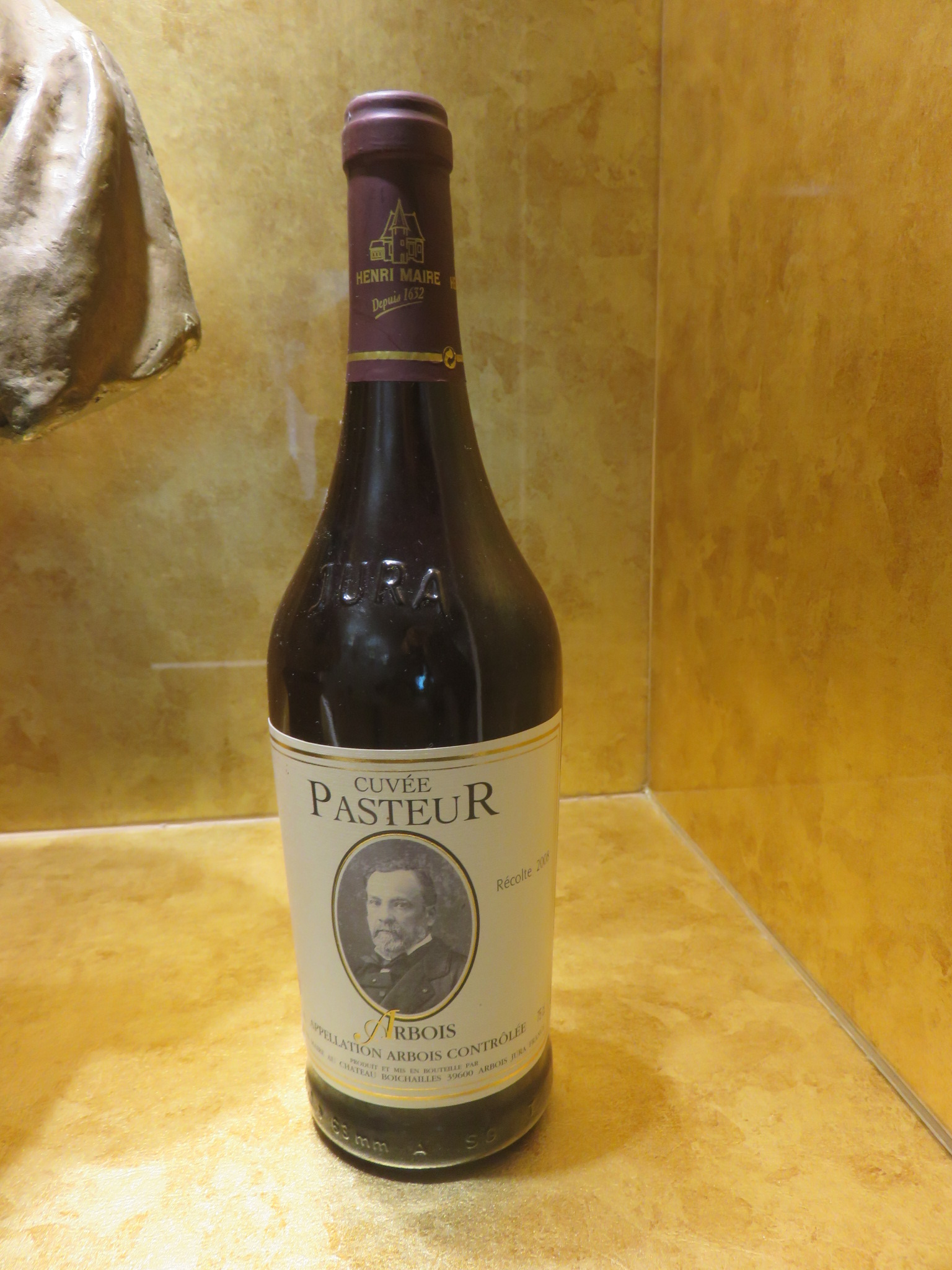
Cuvé Pasteur
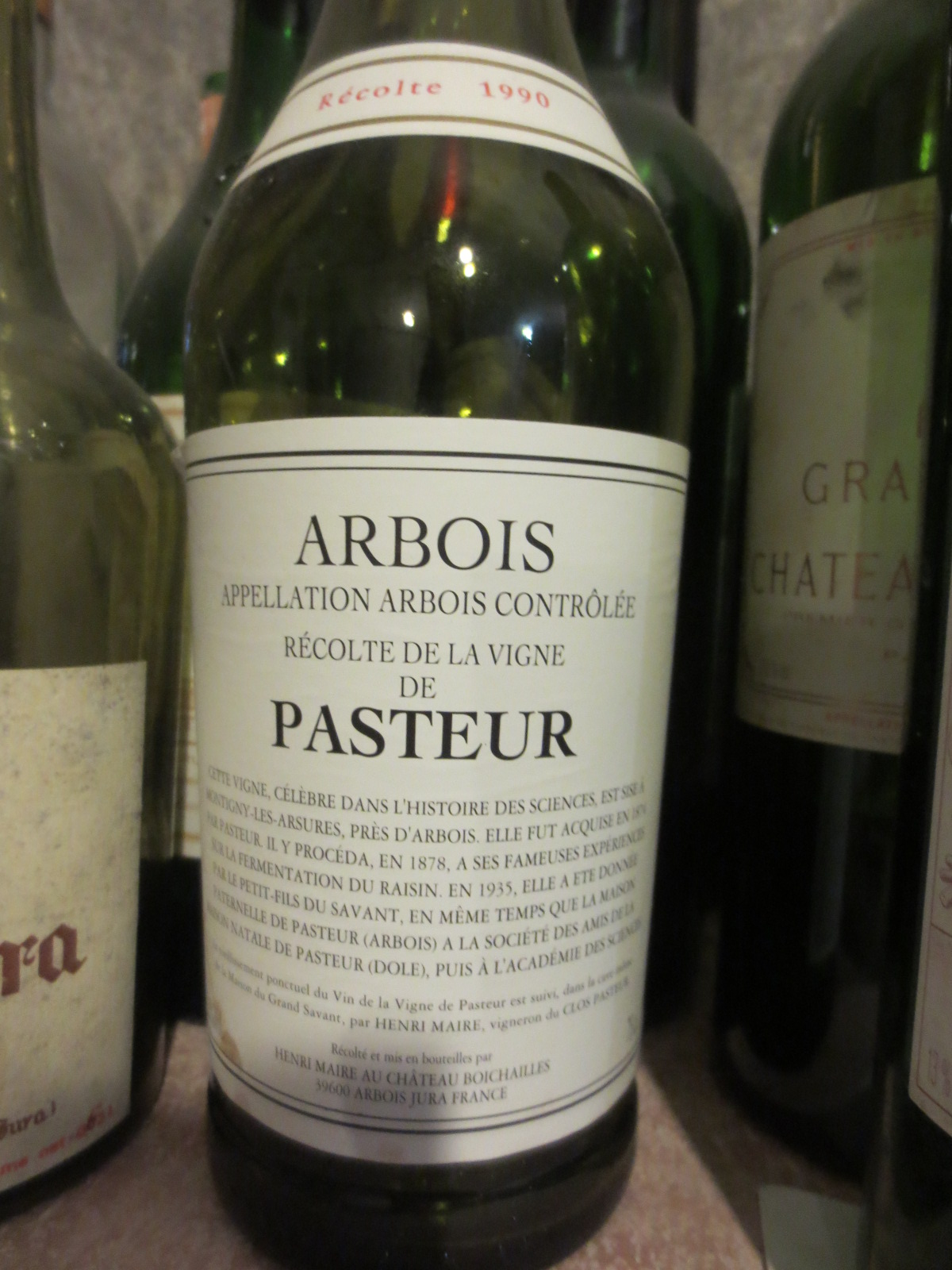
Cuvée Pasteur
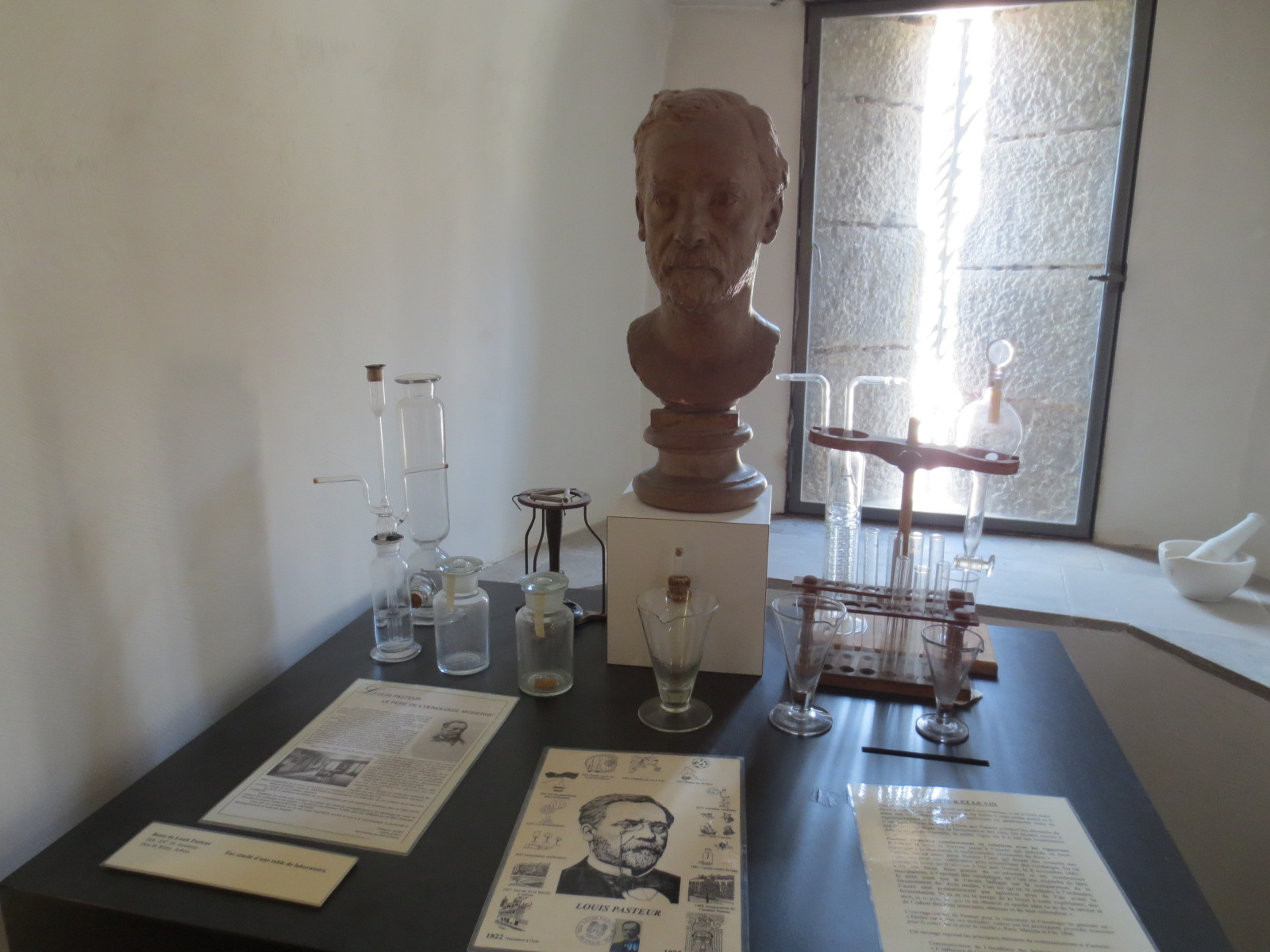
Buste de Pasteur au musée de la vigne et du vin du Jura du Château Pécauld d'Arbois

En 1878, il organise sur cette vigne une expérience scientifique pour répondre à l’écrit de son ami le médecin physiologiste Claude Bernard, qui remet en cause l’origine biologique des fermentations alcooliques. Pasteur enferme des pieds de vigne à l’intérieur de serres et entoure les grappes de raisin de coton. Il montre que le jus tiré des grappes mises ainsi à l’abri des germes de l’air ne peut pas fermenter. Le clos de Rosières marque ainsi l’histoire des sciences. 

Clos de Rosières
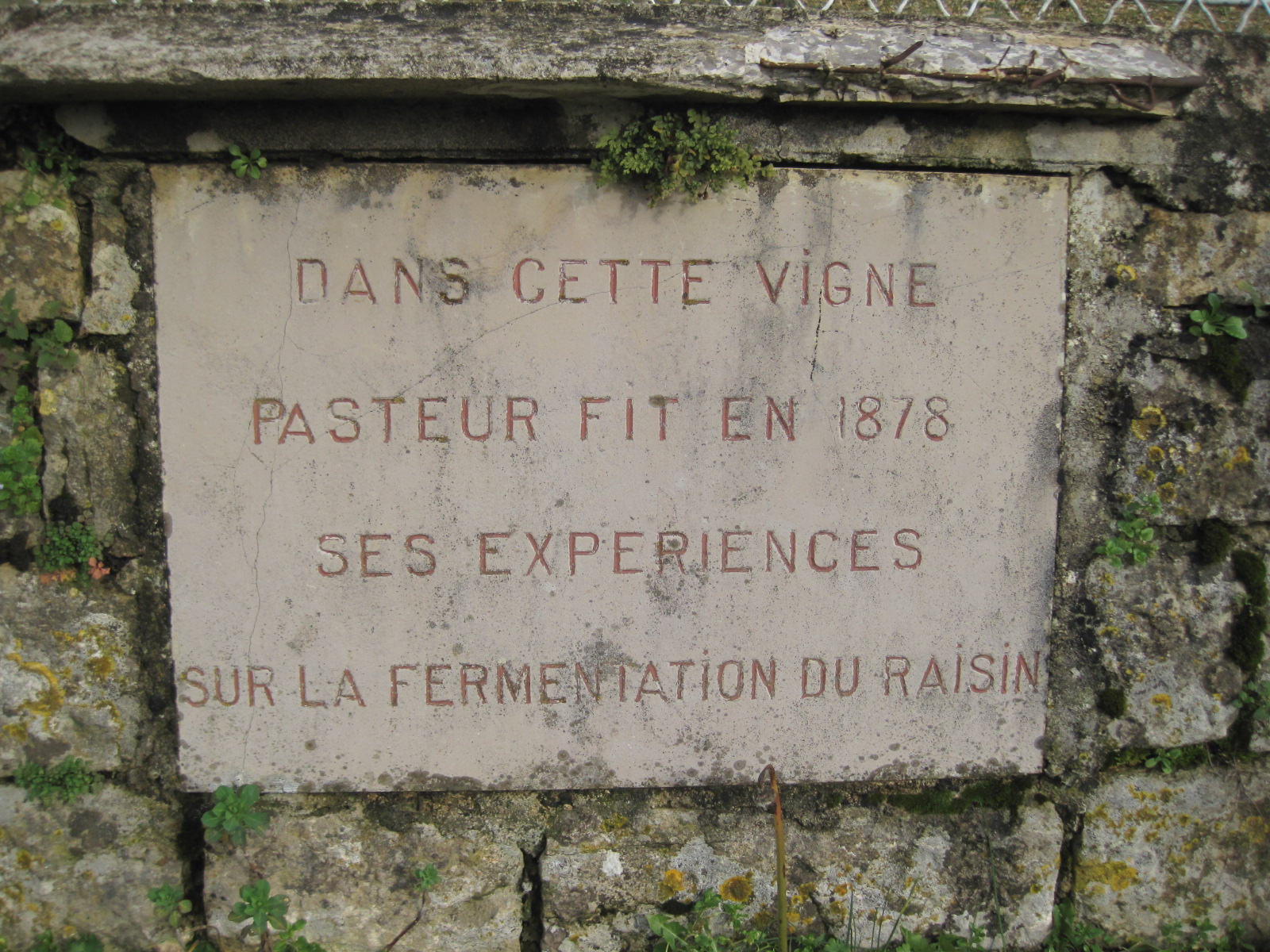
Plaque commémorative
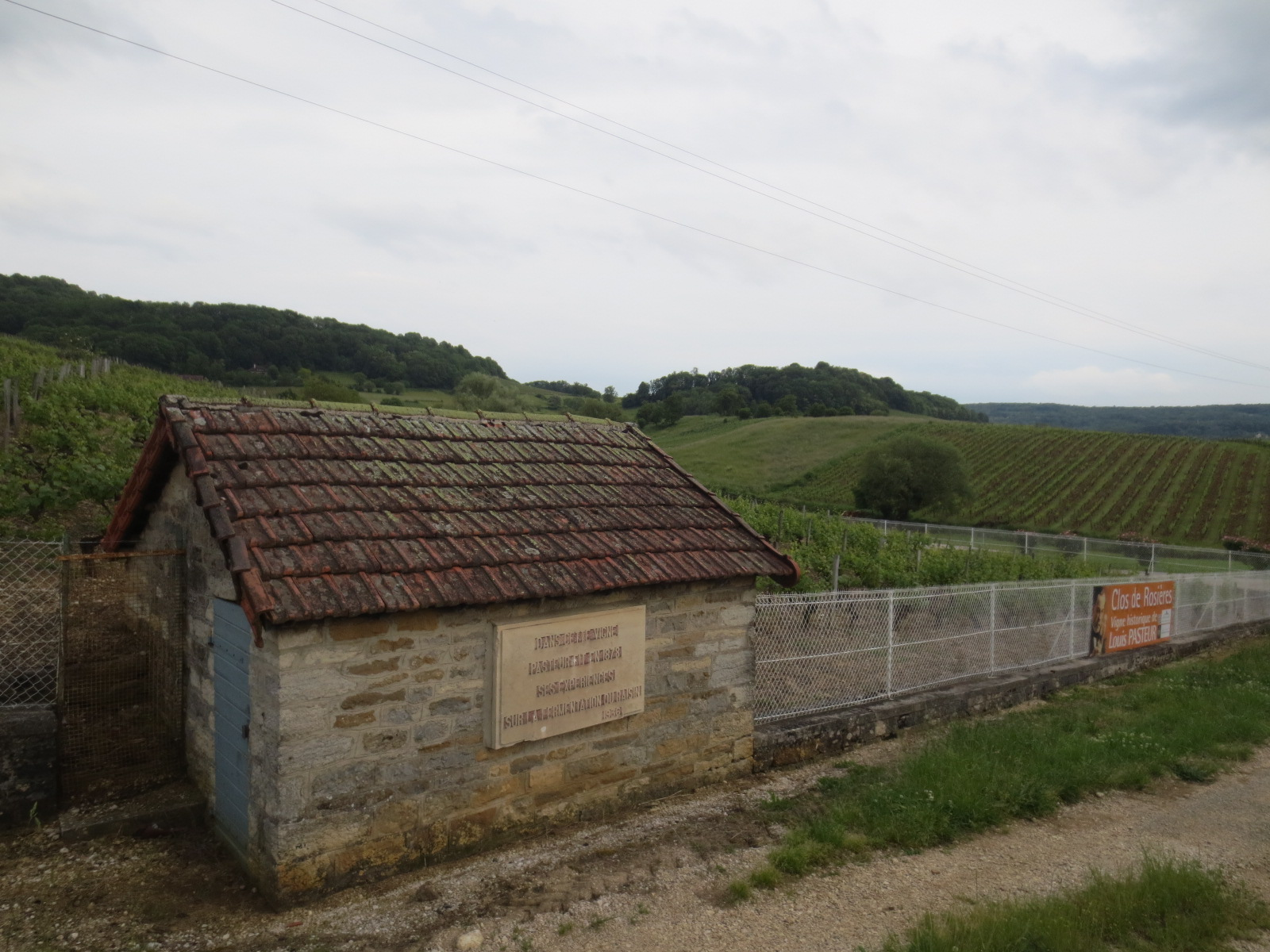
Caborde du clos
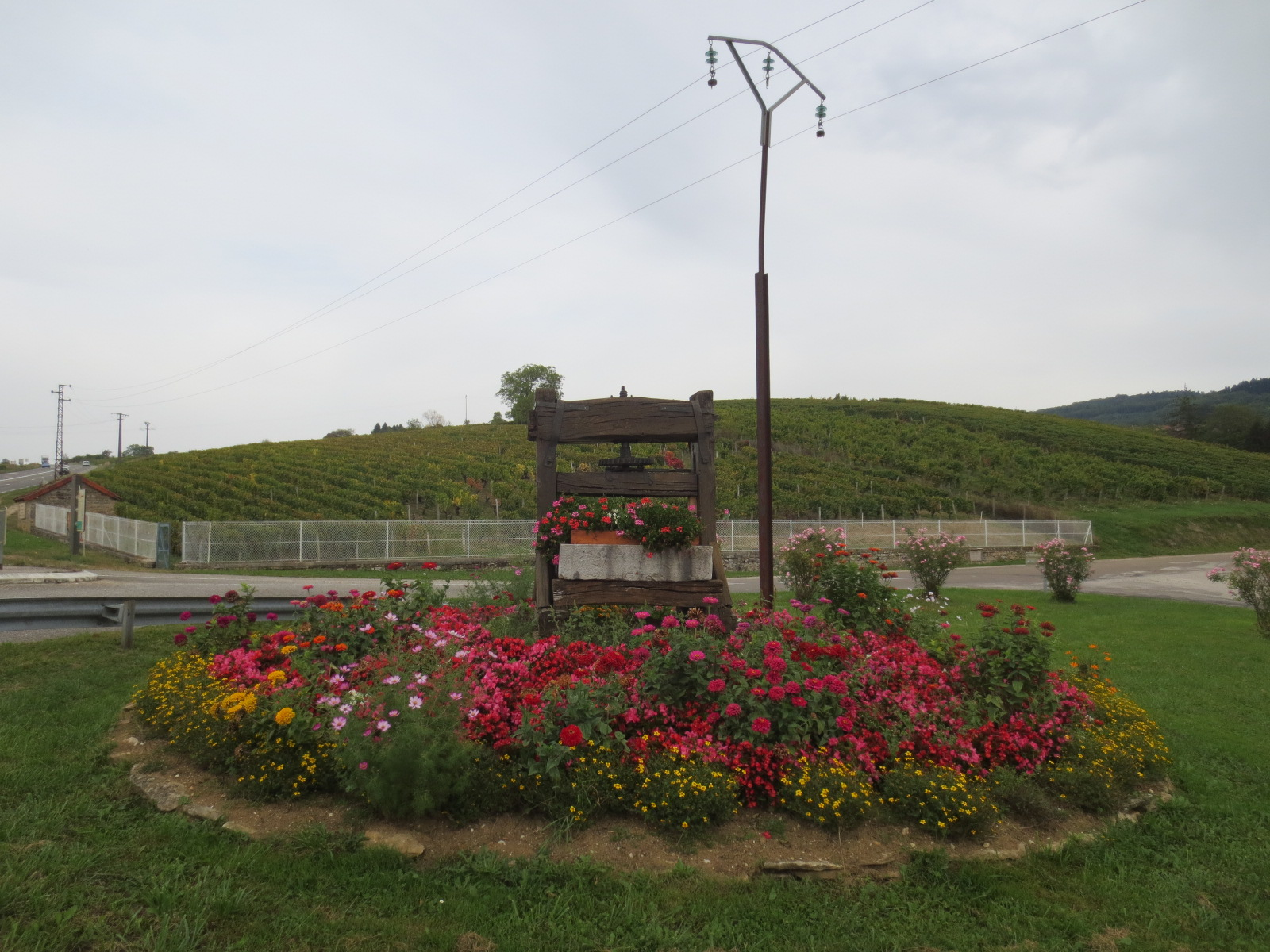
Ancien pressoir à vin, devant le clos
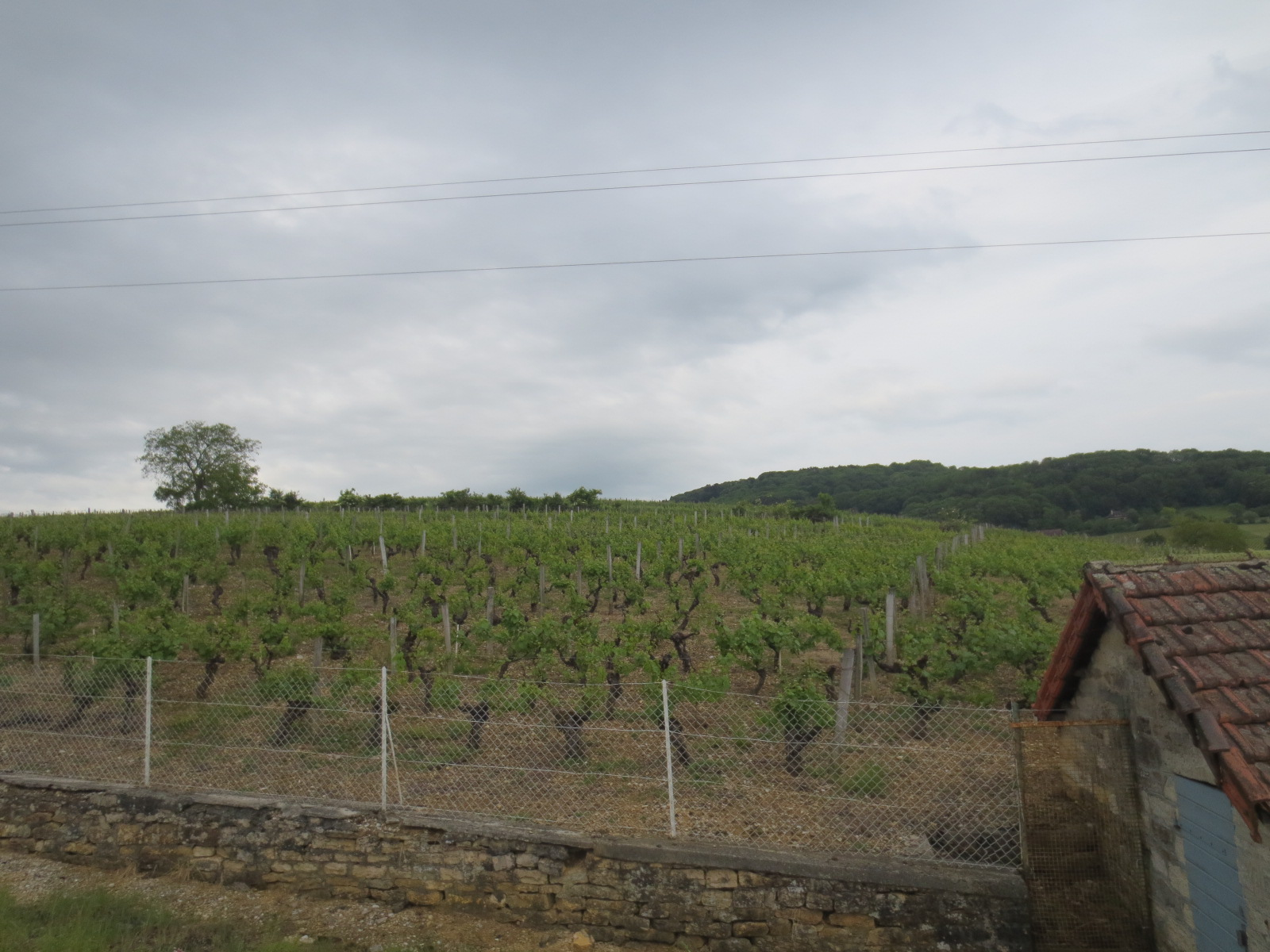
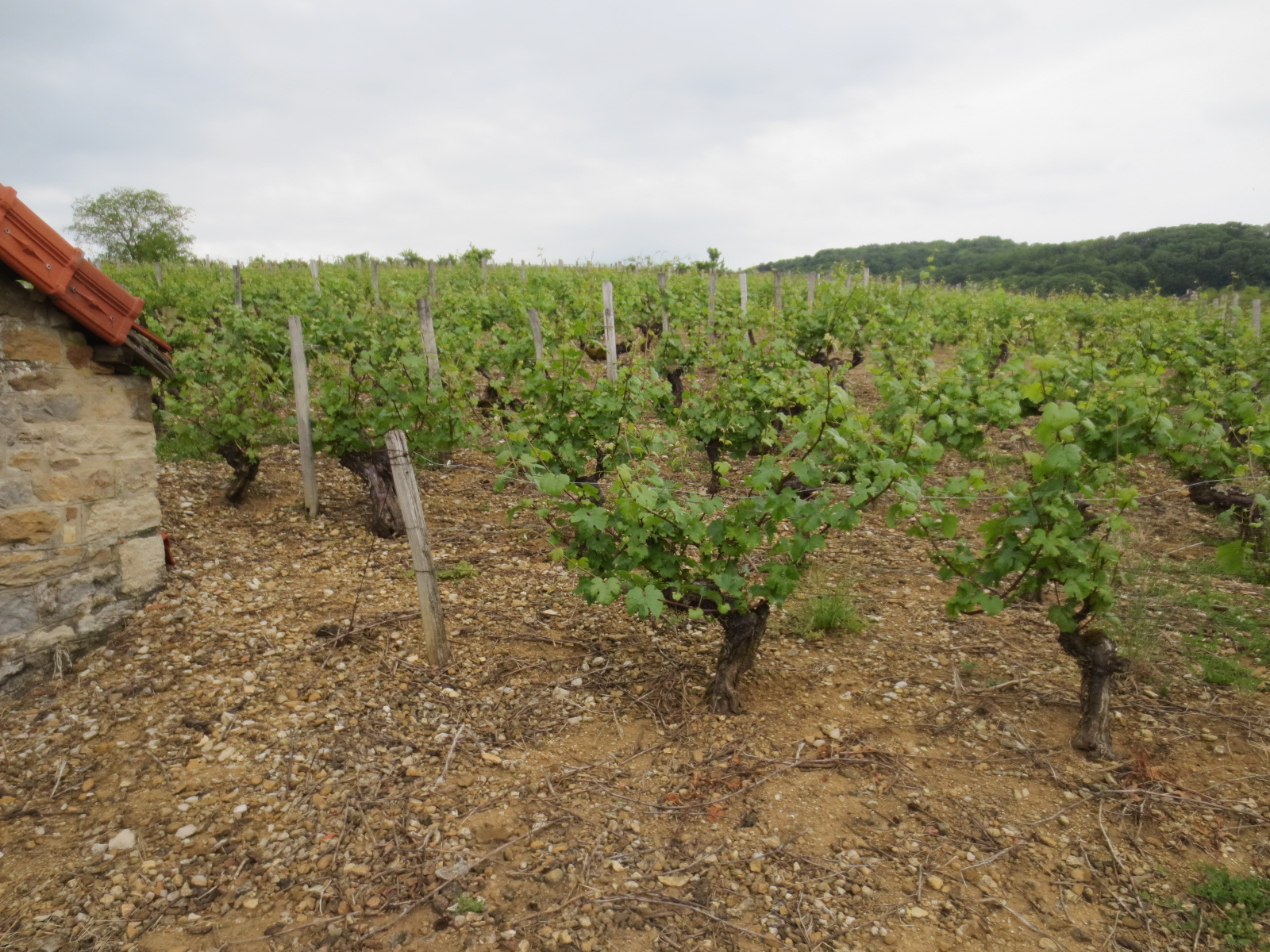
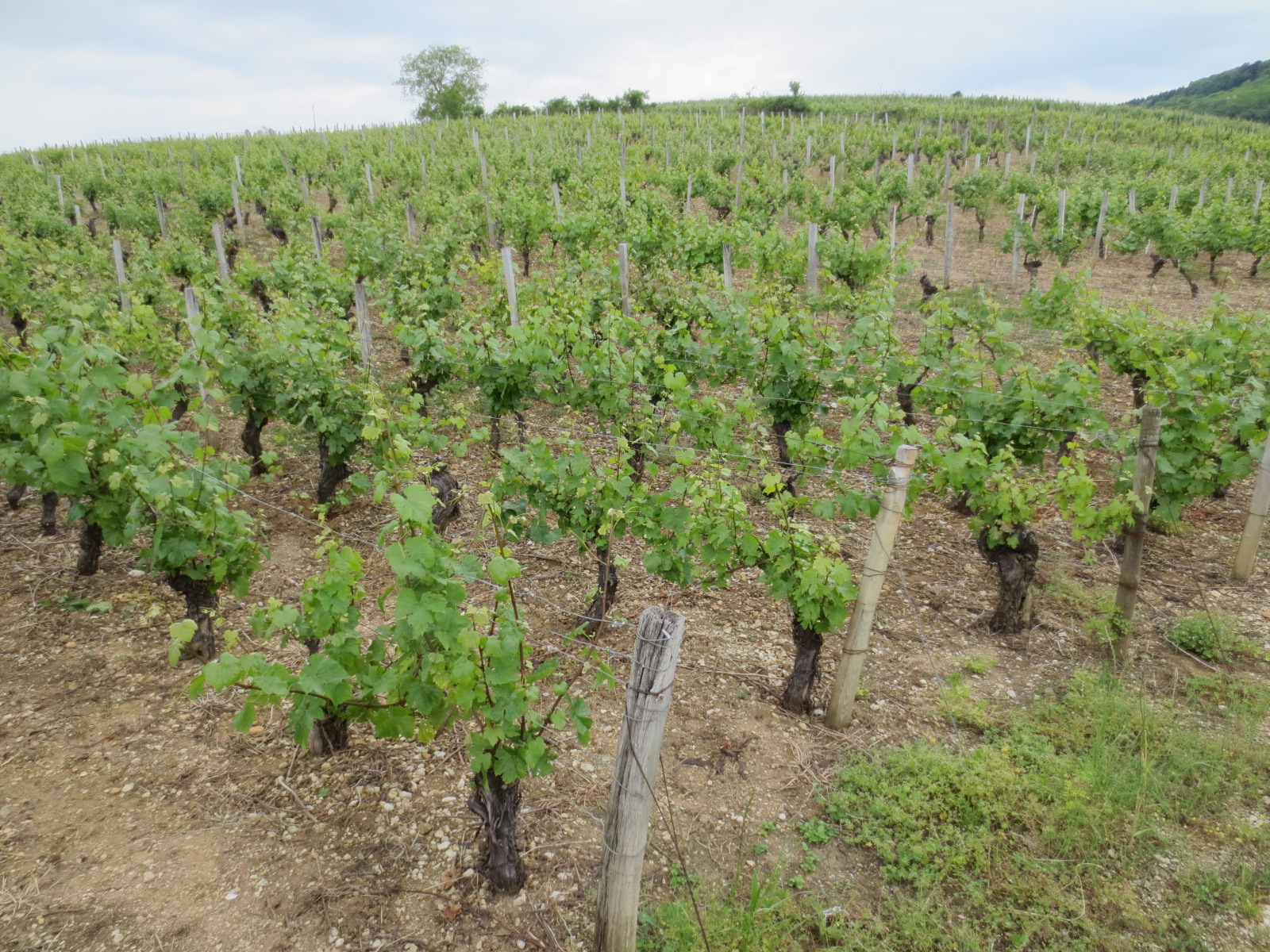

Entre 1879 et 1884, le phylloxéra ravage les vignobles. Les cépages du clos sont replantés depuis 1942, avec environ 2 470 pieds de vigne, dont 540 pieds de chardonnay, 540 pieds de poulsard, 540 pieds de pinot noir, 110 pieds de savagnin et 740 pieds de trousseau. Le clos est exploité par la société Henri Maire qui y produit  annuellement une cuvée Pasteur.

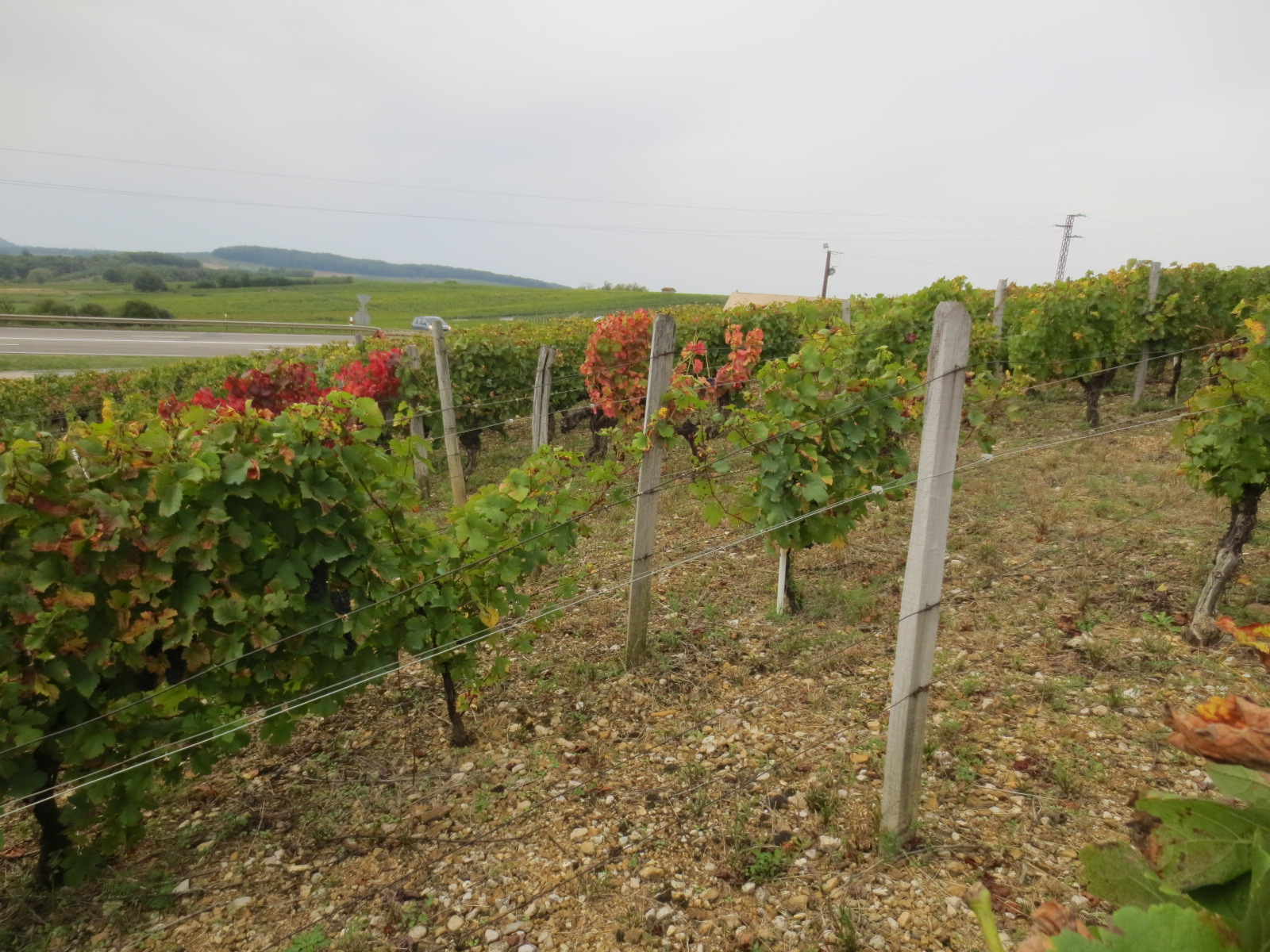
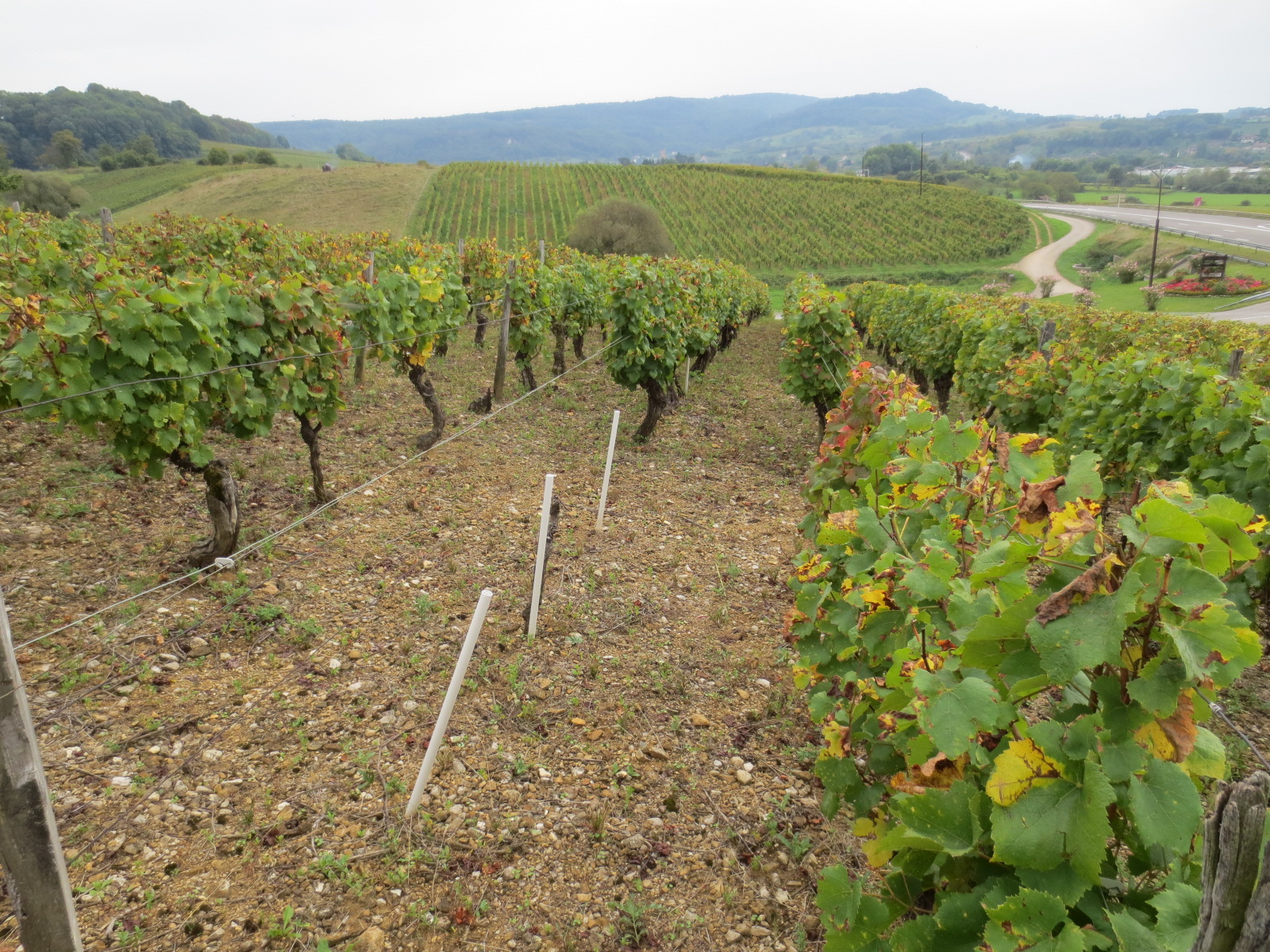
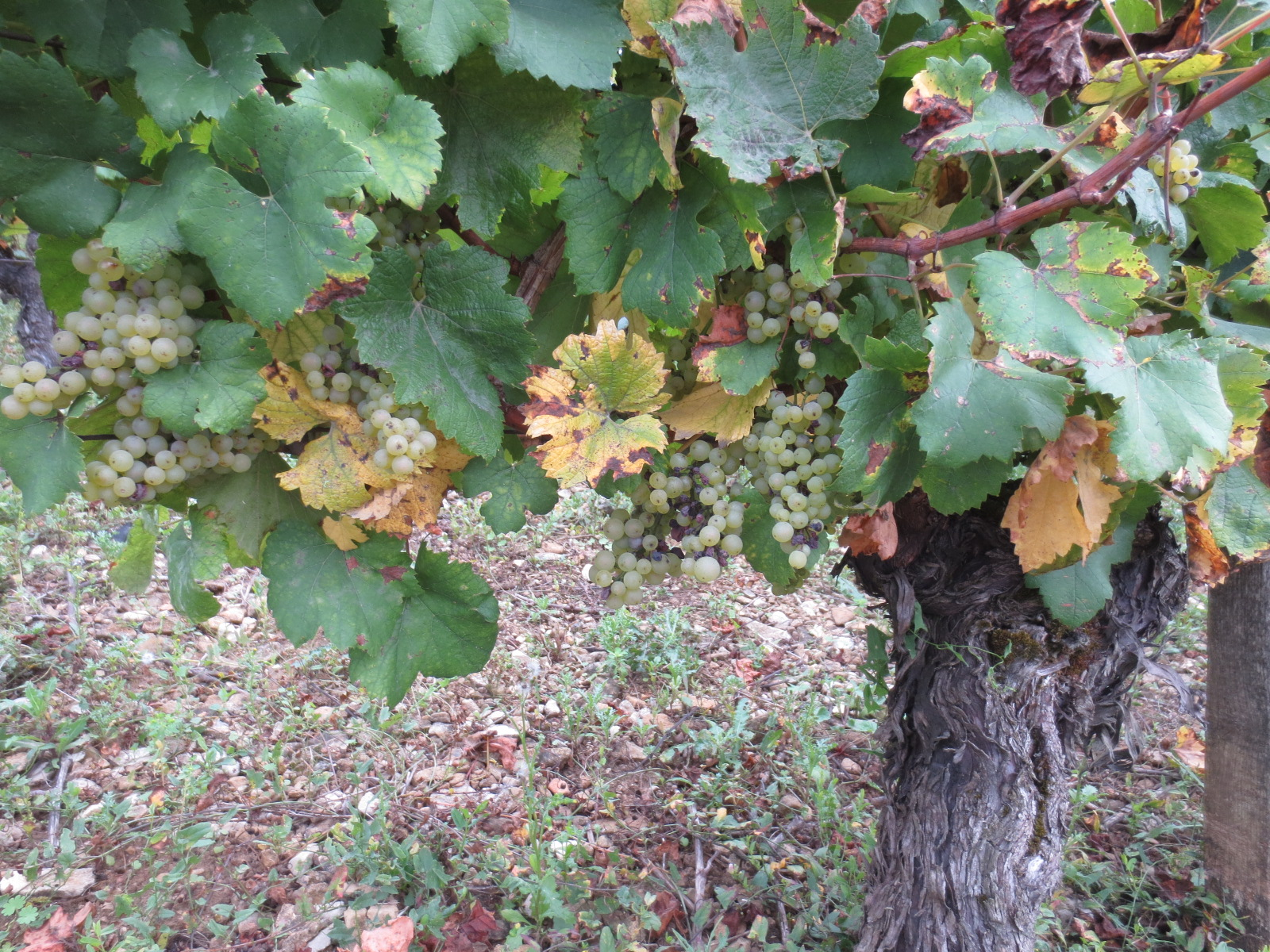
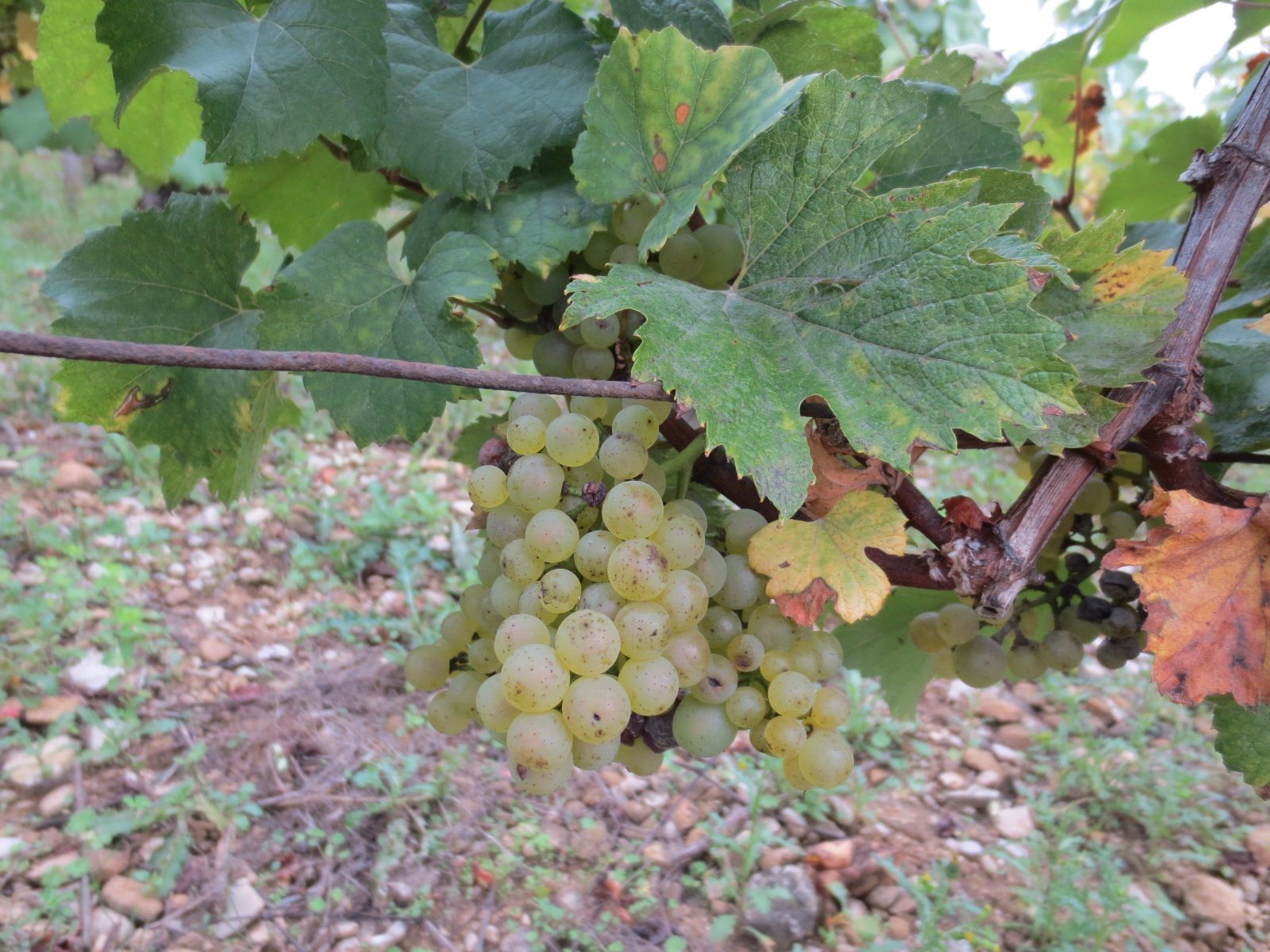
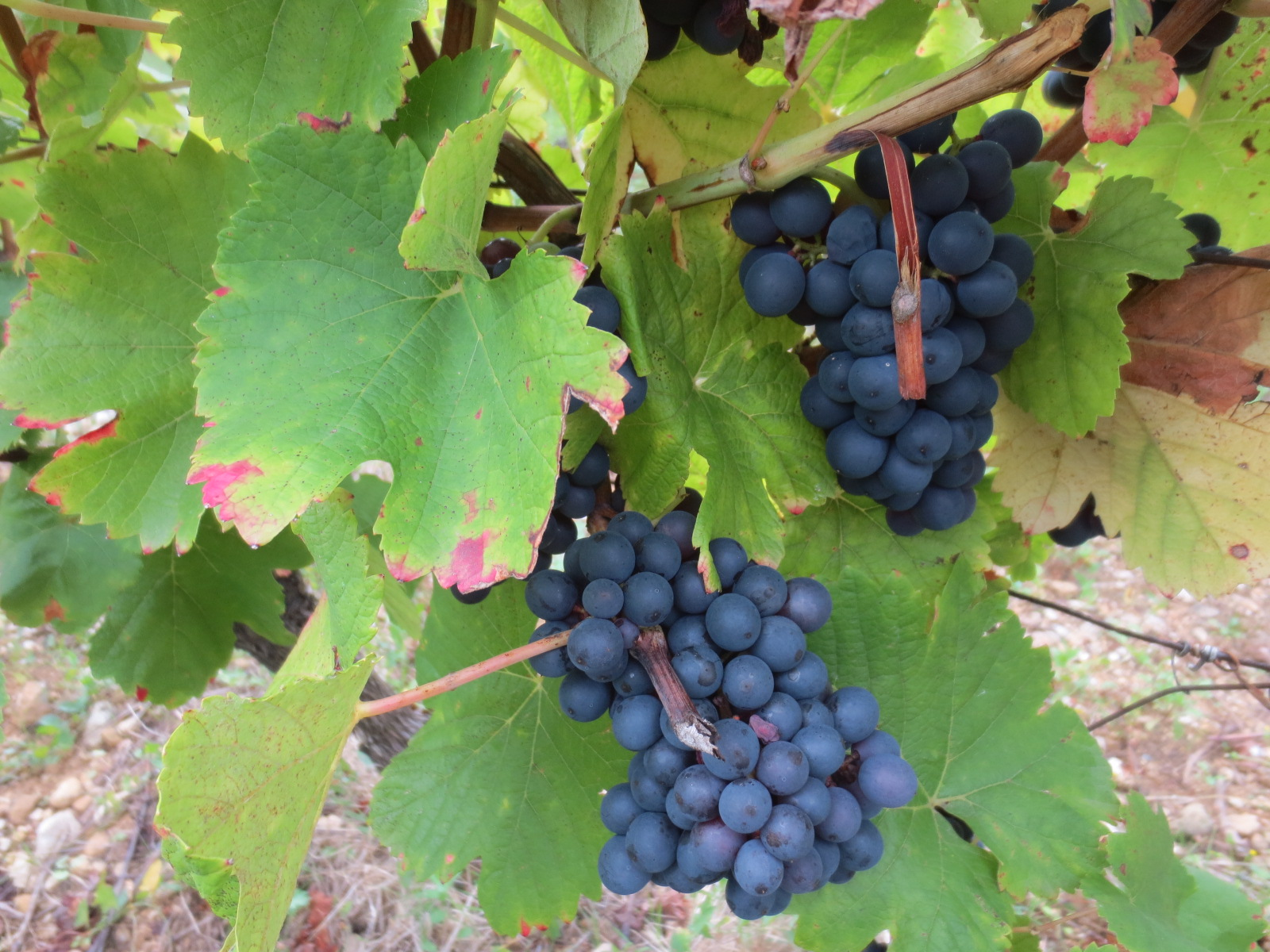
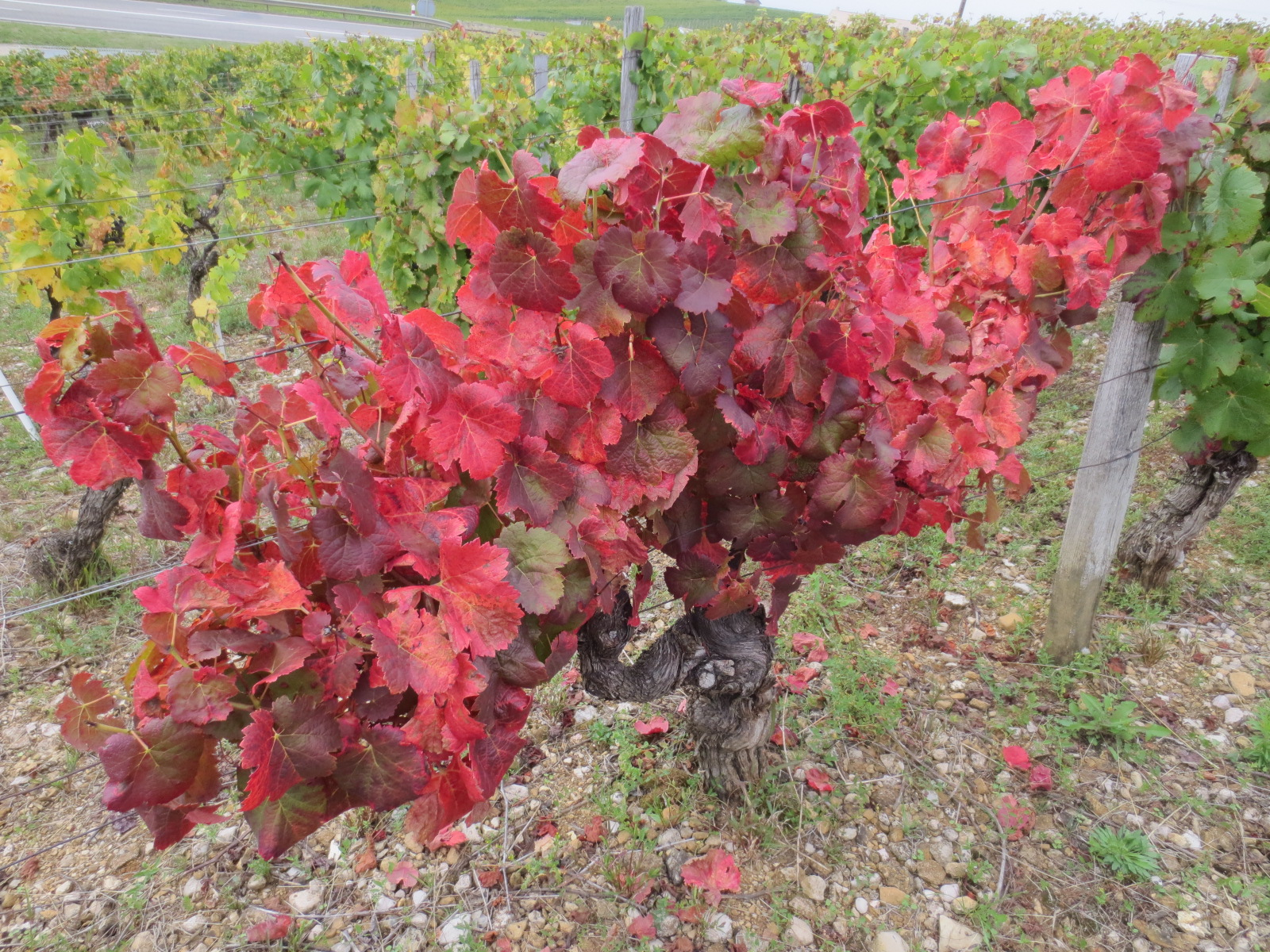

En 2012, l’académie des sciences, propriétaire depuis 1992 du clos et de la maison de Louis Pasteur à Arbois, décide de lui redonner son caractère expérimental et charge un groupe de chercheurs dirigé par le biologiste Michel Caboche (spécialiste de la génomique végétale) d'établir un programme de recherche sur ce lieu de mémoire de l'histoire des sciences. 